# Kurt Hagerström
Kurt Hagerström, född 25 september 1924 i Simrishamn, död 8 augusti 1995 i Nyköping, var en svensk officer i Flygvapnet.

## Biografi
Hagerström blev officer och fänrik i Flygvapnet 1947. År 1949 befordrades han till löjtnant vid Östgöta flygflottilj (F 3), och 1955 till kapten, major 1959, överstelöjtnant 1963 och överste år 1966. Åren 1966–1980 var han flottiljchef för Södermanlands flygflottilj (F 11). Efter riksdagsbeslut kom Hagerström att avveckla F 11 den 30 juni 1980, efter att flottiljen avvecklats tillträdde han samma år som sektorflottiljchef för Bråvalla flygflottilj (F 13). År 1981 blev titeln endast flottiljchef, då F 13 inte längre hade något sektoransvar. Hagerström avgick 1984.
År 1948 gifte sig Hagerström Märta Leijonhufvud. Tillsammans fick de två barn, Lennart och Claes.

## Utmärkelser
- Kommendör av första klass av Svärdsorden, 6 juni 1974.[1]